# Francisco Camilo

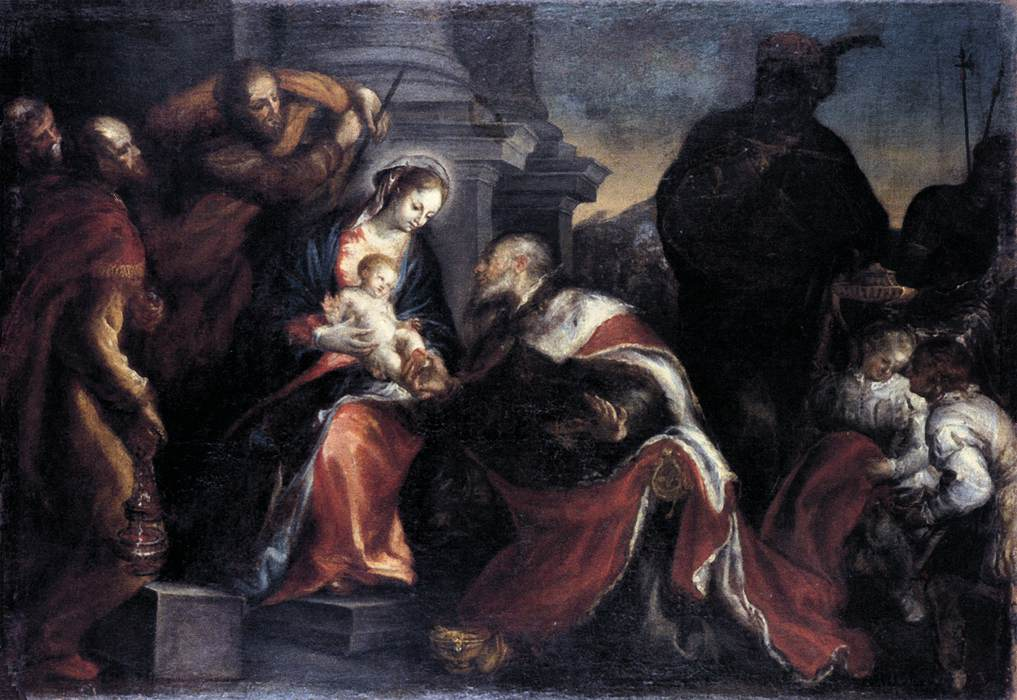
Adoració dels Reis Mags, Museu de Belles Arts de Bilbao.

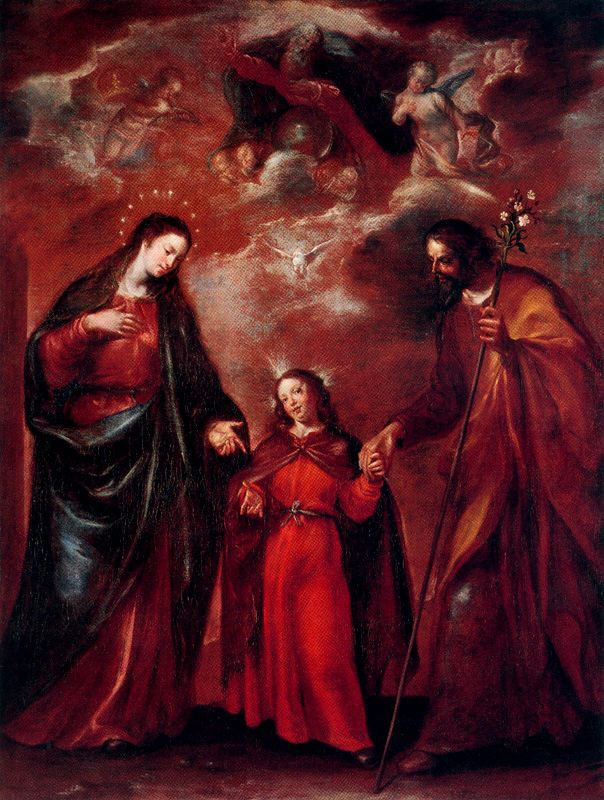
Sagrada Família, Museo del Prado.

Francisco Camilo (Madrid, 1615 - 1673), va ser un pintor espanyol actiu durant el Barroc, pertanyent a l'Escola madrilenya.

## Biografia
Fillastre del també pintor Pedro de las Cuevas, es va educar amb ell al seu taller, juntament amb bona part dels pintors madrilenys de la seva generació.
Ja molt jove, el veiem treballar com a artista independent. El 1639 col·labora en la decoració del Saló Daurat amb quatre llenços. De la dècada de 1640 es conserven diverses obres seves basades en models manieristes, però amb un acabat que li distingirà dels seus contemporanis.
Mai va ostentar el títol dePintor del Rei, però va treballar ocasionalment en la decoració d'algunes dependències reals. Va realitzar (1649) una sèrie de llenços sobre Les Metamorfosis d'Ovidi, que no va agradar a Felip IV de Castella. En efecte, Camilo sempre es va mostrar incòmode en la realització de temes mitològics als que no estava acostumat.
Poc després, Camilo va realitzar dos llenços per al Convent de Caputxins de la Paciència (1651), amb la història del crucifix ultratjat pels jueus, en què explora la plasmació d'interiors, amb resultats més que encertats, que recorden a les primeres obres de Velázquez.

## Obra
La seva factura és molt solta, de pinzellada nerviosa i colorit clar i brillant. El seu art és una peculiar versió del manierisme, de figures allargades, i que assoleix una gran dolçor en les seves obres de devoció.
Es conserven d'ell gran quantitat d'obres devocionals de petit format i caire íntim, que són el més representatiu de la seva producció. Francisco Camilo representa un nexe d'unió entre el manierisme, ja moribund, i la nova sensibilitat barroca.

### Obres destacades

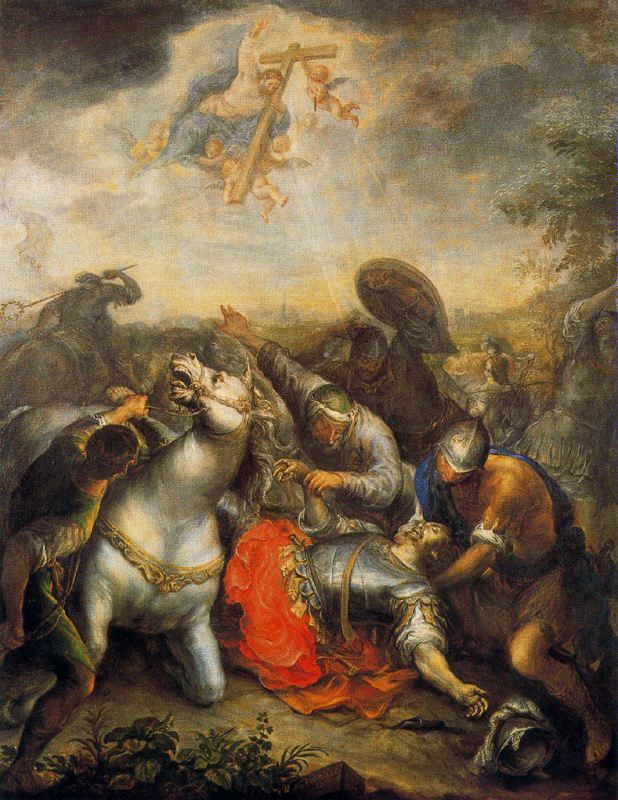
Conversió de Sant Pau, Museu Provincial de Segòvia.

- Escenes de les Metamorfosis d'Ovidi(1649, Alcazar de Madrid, destruïts)
- Sant Joan de Déu (1650, Bowes Museum)
- Ascensió de Crist (1651, MNAC, Barcelona)
- Sant Lluís de França (1651, Museu de Sarasota)
- Sant Jeroni assotat pels àngels (1651, Museu del Prado)
- Martiri de Sant Bartomeu (1651, Museu del Prado)
- Adoració dels Reis Mags (Museu de Belles Arts, Bilbao)
- San Carlos Borromeo i els empestats (Catedral Nova, Salamanca)
- Sant Pere consagrant a San Torcuato (Hospital Tavera, Toledo)
- Sant Josep amb el Nen adormit (Museu d'Osca)
- Retaule de Sant tudó (1656,in situ)
- Retaule de Otero de Herreros, Segòvia (1659,in situ)
- Retaule de Fuencisla (1662,in situ)
- Conversió de Sant Pau (Museu Provincial, Segòvia)
- Mort de Sant Pau Ermità (Museu del Prado)
- Assumpció de la Verge (1666, Museu de l'Hermitage, Sant Petersburg)